# Stoumont

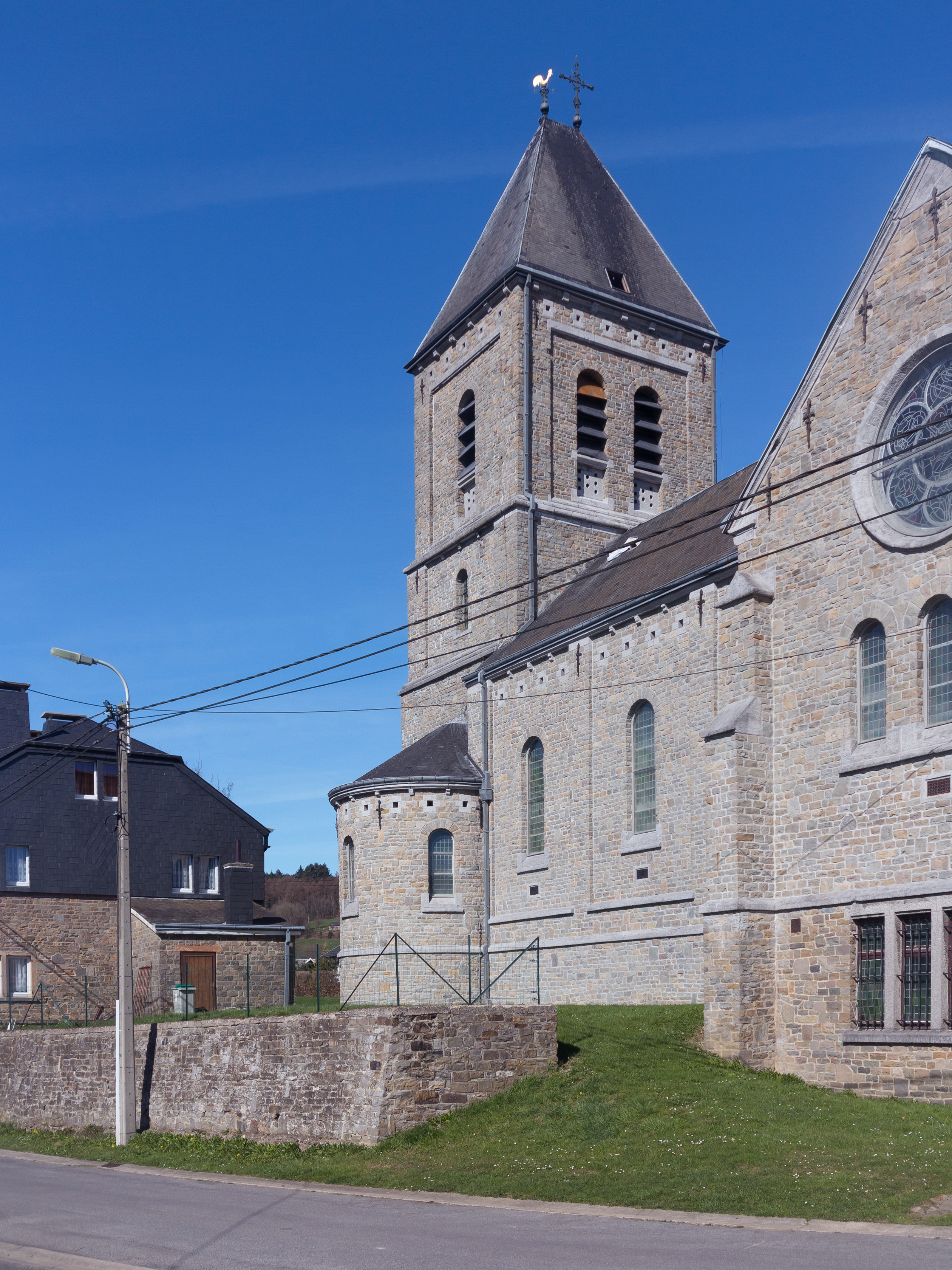
Kościół pw. św. Huberta (Saint-Hubert)

Stoumont (wa. Stoûmont) – miejscowość i gmina (commune) w Belgii, w Regionie Walońskim, w prowincji Liège, w okręgu Verviers. 1 stycznia 2024 roku liczyła 3150 mieszkańców. Leży nad rzeką Amblève.

## Podział administracyjny
W skład gminy wchodzą cztery dzielnice (section):
- Chevron
- La Gleize
- Lorcé
- Rahier

## Współpraca
Miejscowość partnerska:
- Ervy-le-Châtel, Francja